# Holland (Arkansas)
Holland – miasto w Stanach Zjednoczonych, w stanie Arkansas w hrabstwie Faulkner.